# Mascot Records
Mascot Records ist ein niederländisches Plattenlabel mit Sitz in Berkel. Die Firma hat sich auf die Genres Metal, Hard Rock und Progressive Rock spezialisiert.

## Bands und Künstler (Auswahl)
| - Agent Steel - Marty Friedman - Gory Blister - Gob Squad | - Guilt Machine - Heathen e - Masters of Reality - Meshiaak | - Monster Truck - Neal Morse - Pestilence - Sadus | - Steve Lukather - Toto - Vicious Rumors - Volbeat e |

## Erfolge
Die erfolgreichste Band des Labels ist die dänische Metal/Rockabilly-Band Volbeat. Ihr Debütalbum The Strength / The Sound / The Songs und ihr drittes Album Guitar Gangsters & Cadillac Blood wurden in Dänemark mit einer goldenen, das zweite Album Rock the Rebel / Metal the Devil sogar mit einer Platin-Schallplatte ausgezeichnet.